# Perizoma neglecta
Perizoma neglecta är en fjärilsart som beskrevs av Paul Dognin. Perizoma neglecta ingår i släktet Perizoma och familjen mätare. Inga underarter finns listade i Catalogue of Life.